# Mabel Ballin
Mabel Ballin (nacida como Mabel Croft; 1 de enero de 1885 – 24 de julio de 1958), fue una actriz estadounidense que trabajo durante la era del cine mudo.  

## Primeros años y carrera
Mabel Croft nació el 1 de enero de 1885 en Filadelfia, Pensilvania, aunque algunas fuentes dicen que nació en 1887. Los padres de Croft murieron cuando tenía 2 años y fue criada por sus abuelos. 
La primera experiencia escénica de Croft fue en un salón llamado Salvation Army, donde tocaba la pandereta para ganar dinero. Criada en la pobreza, Croft trabajó como modista, hasta que una clienta le pagó la matrícula en una escuela de artes industriales. Aunque Croft nunca se graduó, se mudó a Nueva York para comenzar una carrera en la interpretación.
Se casó con el pintor y director Hugo Ballin en 1909. Ambos fundaron la empresa productora Ballin Independent Company.
Mabel Ballin apareció en 28 películas entre 1917 y 1925, haciéndose famosa durante la Primera Guerra Mundial. 
Ballin es más conocida por su interpretación de Jane Withersteen en Riders of the Purple Sage (1925). Pero también realizó otros trabajos notables como The Glorious Adventure (1918), Jane Eyre (1921), and Vanity Fair (1923), donde interpretó a Becky Sharp.

## Muerte
Mabel Ballin murió el 24 de julio de 1958 en Santa Mónica (California). Esta enterrada en el Woodlawn Memorial Cemetery en Santa Mónica juntó con su esposo.

## Filmografía
- When Bobby Broke His Arm (1917)
- Bobby, Movie Director (1917)
- Bobby, Boy Scout (1917)
- Bobby's Bravery (1917)

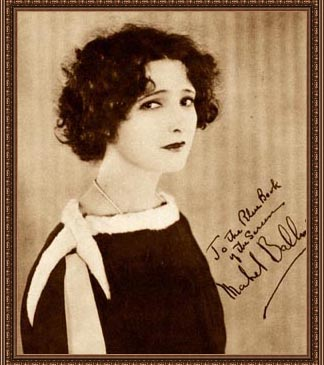
Ballin, 1923

- The Spreading Dawn (1917)[10] *Película perdida, solo sobreviven algunos fragmentos
- For Valour (1917)
- The Service Star (1918) *Película perdida
- The Glorious Adventure (1918) *Película perdida
- The Turn of the Wheel (1918) *Película perdida
- Laughing Bill Hyde (1918) *Película perdida
- The Danger Game (1918)
- The White Heather (1919)
- Lord and Lady Algy (1919) *Película perdida
- The Illustrious Prince (1919)
- The Quickening Flame (1919)
- Under Crimson Skies (1920)
- Pagan Love (1920)
- Jane Eyre (1921)[11]
- East Lynne (1921)
- The Journey's End (1921)
- Screen Snapshots, Series 1, No. 24 (1921)
- Screen Snapshots, Series 3, No. 9 (1922)
- Other Women's Clothes (1922)
- Married People (1922)
- Souls for Sale (1923)
- Vanity Fair (1923) *Película perdida
- Screen Snapshots, Series 4, No. 10 (1924)
- Riders of the Purple Sage (1925)
- Code of the West (1925) *Película perdida
- Barriers Burned Away (1925)[12]
- Beauty and the Bad Man (1925)
- The Shining Adventure (1925)
- The Rainbow Trail (1925)
- Screen Snapshots, Series 5, No. 14 (1925)